# Abderrahmane Sissako
Abderrahmane Sissako (Kifa, 13 de octubre de 1961) es un cineasta nacido en Mauritania y nacionalizado malí. Su película Heremakono fue exhibida en la sección Un Certain Regard en el Festival de Cannes de 2002, ganando el Premio FIPRESCI. Su largometraje de 2007 Bamako también logró repercusión internacional, al igual que Timbuktu de 2014, seleccionada para competir por la Palma de oro ese mismo año, además de lograr una nominación a los Premios Óscar por mejor película de habla no inglesa.

## Biografía
Poco después de su nacimiento, la familia de Sissako emigró a Malí, el país de su padre, donde completó parte de su educación primaria y secundaria. Sissako regresó brevemente a Mauritania, la tierra de su madre, en 1980. Luego se fue a Moscú, donde estudió cine en el Instituto Federal de Cine de 1983 a 1989. Sissako se estableció en Francia a principios de los años 1990.
Además de su trabajo como director, también oficia como asesor cultural para el Jefe de Estado mauritano Mohamed Ould Abdel Aziz.

## Filmografía
| Año  | Título                                         | Rol                                   | Notas        |
| ---- | ---------------------------------------------- | ------------------------------------- | ------------ |
| 1990 | Sex et perestroïka                             | Asistente de dirección                |              |
| 1991 | Le jeu                                         | Director y escritor                   | Cortometraje |
| 1993 | Octubre                                        | Director y escritor                   | Cortometraje |
| 1995 | Petite météorologie ou Sept histoires de temps | Actor                                 | Cortometraje |
| 1995 | Molom, conte de Mongolie                       | Diseño de producción                  |              |
| 1997 | Africa Dreaming                                | Director                              | 1 episodio   |
| 1997 | Documenta X - Die Filme                        | Director                              |              |
| 1998 | La Vie Sur Terre                               | Director, escritor y actor            |              |
| 1998 | Rostov-Luanda                                  | Director y escritor                   | Documental   |
| 2002 | Waiting for Happiness                          | Director y escritor                   |              |
| 2002 | Abouna                                         | Productor ejecutivo                   |              |
| 2003 | Le silence de la forêt                         | Productor                             |              |
| 2003 | Malenkie lyudi                                 | Productor                             |              |
| 2006 | Bamako                                         | Director, escritor, productor y actor |              |
| 2006 | Daratt                                         | Productor                             |              |
| 2008 | 8                                              | Director y escritor                   |              |
| 2008 | Stories on Human Rights                        | Director                              |              |
| 2010 | Je vous souhaite la pluie                      | Director                              | Cortometraje |
| 2014 | Timbuktu                                       | Director y escritor                   |              |
| 2019 | Life in Al Barr                                | Director y coguionista                | Cortometraje |
| 2019 | Al Zubarah                                     | Director y coguionista                | Cortometraje |
| 2022 | L'Invitation                                   | Coguionista                           | Documental   |
| 2024 | Black Tea (Té negro)                           | Director y coguionista                |              |

## Premios y distinciones
| Año  | Categoría                                                     | Película   | Resultado |
| ---- | ------------------------------------------------------------- | ---------- | --------- |
| 1993 | Un certain regard - Mejor película                            | Octubre    | Nominado  |
| 2002 | Premio FIPRESCI - Un certain regard                           | Heremakono | Ganador   |
| 2003 | Premio de France Culture al mejor cineasta extranjero del año | Heremakono | Ganador   |
| 2014 | Premio del Jurado Ecuménico                                   | Timbuktu   | Ganador   |

| Año  | Categoría                                       | Película | Resultado |
| ---- | ----------------------------------------------- | -------- | --------- |
| 2015 | Mejor película extranjera (de habla no inglesa) | Timbuktu | Nominado  |

| Año  | Categoría            | Película | Resultado |
| ---- | -------------------- | -------- | --------- |
| 2015 | Mejor película       | Timbuktu | Ganador   |
| 2015 | Mejor dirección      | Timbuktu | Ganador   |
| 2015 | Mejor guion original | Timbuktu | Ganador   |